# Пітер Макгрейл
Пітер Макгрейл (англ. Peter McGrail; 31 травня 1996) — британський професійний боксер, призер чемпіонатів світу серед аматорів, чемпіон Європи.

## Аматорська кар'єра
2014 року став бронзовим призером Юнацьких Олімпійських ігор та молодіжного чемпіонату світу.
На чемпіонаті Європи 2017 став чемпіоном.
- В 1/8 фіналу переміг Дмитра Асанова (Білорусь) — 3-2
- У чвертьфіналі переміг Ахмеда Чаукі Ель Ахмеда (Данія) — 5-0
- У півфіналі переміг Хосе Кілеса (Іспанія) — 5-0
- У фіналі переміг Миколу Буценка (Україна) — 3-2

На чемпіонаті світу 2017 завоював бронзову медаль.
- В 1/8 фіналу переміг Ангела Ярквіна (Нікарагуа) — 5-0
- У чвертьфіналі переміг Леонеля де лос Сантоса (Домініканська Республіка) — 5-0
- У півфіналі програв Кайрату Єралієву (Казахстан) — 0-5

На Іграх Співдружності 2018 переміг чотирьох суперників, у тому числі у фіналі Курта Волкера (Північна Ірландія).
На Європейських іграх 2019 завоював бронзову медаль.
- В 1/8 фіналу переміг Васіле Устурой (Вірменія) — 5-0
- У чвертьфіналі переміг Кренара Зенелі (Албанія) — 5-0
- У півфіналі програв Курту Волкеру (Ірландія) — 2-3

На чемпіонаті світу 2019 завоював бронзову медаль.
- В 1/16 фіналу переміг Лі Є Чан (Південна Корея) — 5-0
- В 1/8 фіналу переміг Тайфура Алієва (Азербайджан) — 5-0
- У чвертьфіналі переміг Кавіндера Бішта (Індія) — 5-0
- У півфіналі програв Лазаро Альваресу (Куба)  — 1-4

Кваліфікувався на Олімпійські ігри 2020, на яких програв у першому бою Чатчай Бутді (Таїланд) — 0-5.

## Професіональна кар'єра
На профірингу дебютував у жовтні 2021 року. Здобув вісім перемог поспіль, а 16 грудня 2023 року програв нокаутом Джаріко О'Квінну (США).